# Táxis em Portugal

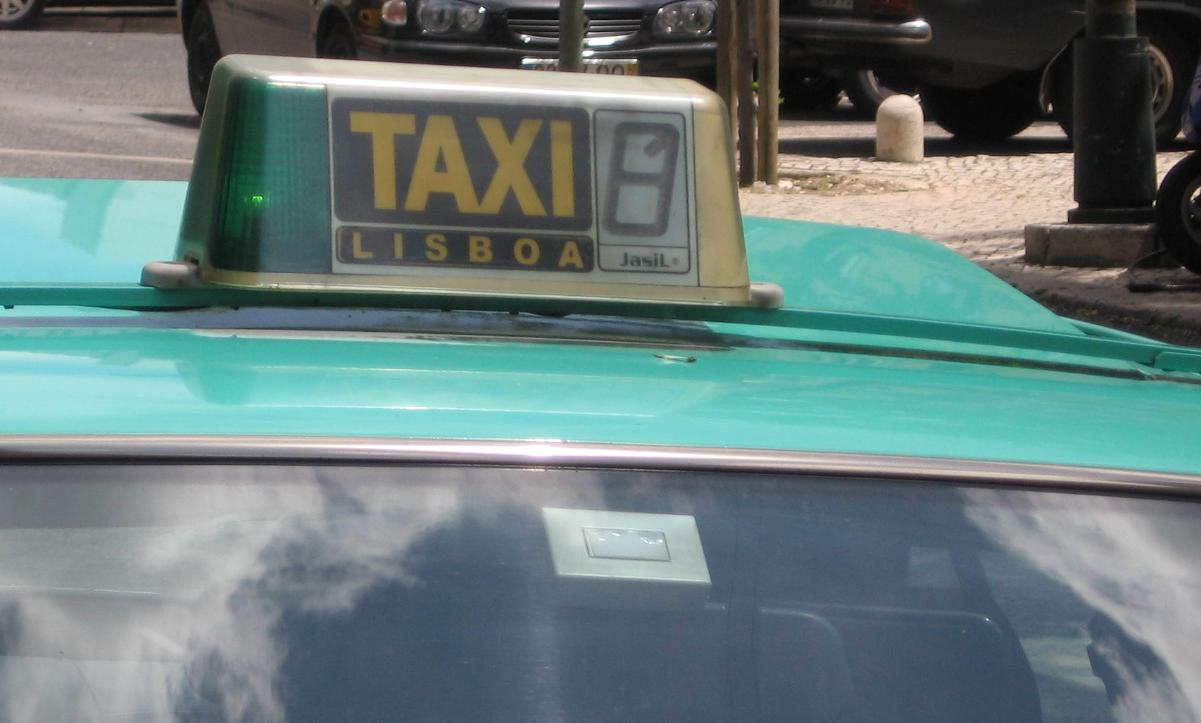
Dispositivo luminoso de identificação de um táxi licenciado no concelho de Lisboa.

Em Portugal, a atividade de transporte de aluguer em veículos automóveis ligeiros de passageiros - vulgo táxis - obedece a requisitos uniformes de âmbito nacional, estabelecidos pelo Governo, como prestação de serviço de caráter público. Nas regiões autónomas de Açores e Madeira, estes requisitos podem ter algumas alterações estabelecidas pelos órgãos de governo próprio das regiões. Os táxis são também conhecidos em Portugal por "carros de praça", designação tradicional pela qual eram já referidos os carros de aluguer puxados a cavalo que faziam serviços semelhantes nas cidades portuguesas do século XIX e de início do século XX. Analogamente, o serviço de táxis é referido também por "serviço de praça".

## Características dos táxis

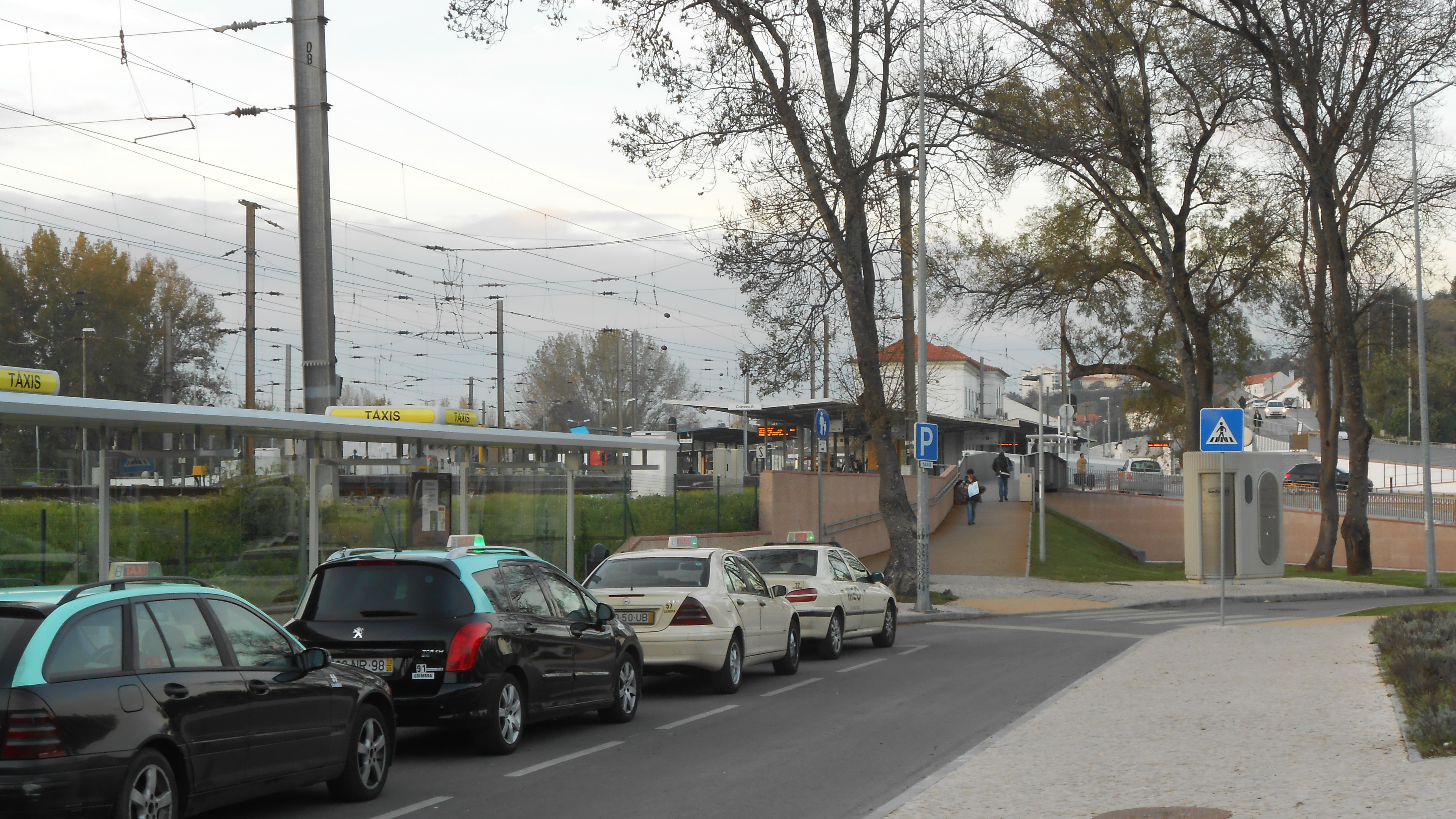
Praça de Táxis da Estação Ferroviária de Coimbra-B.

As atuais características dos táxis portugueses foram regulamentadas pelas portarias nº 277-A/99 de 15 de abril de 1999 e n.º 1318/2001 de 29 de novembro de 2001.
Segundo aquelas portarias, para um veículo ser um táxi terá que ter as as seguintes características:
1. Ser um automóvel de passageiros, de lotação até nove lugares, incluindo o motorista;
2. Estar equipado com taxímetro;
3. Estar equipado com dispositivo luminoso identificativo de táxi;
4. Dispor de caixa fechada, pintada na cor bege-marfim ou nas cores verde-mar e preta, neste caso correspondendo o verde-mar à parte superior e o preto à inferior
5. Ter uma distância mínima entre eixos de 2,5 m;
6. Ter quatro portas no mínimo, das quais duas no lado direito;
7. Dispor de distintivos de identificação da licença (número e identificação da freguesia ou concelho) colocados nos guarda-lamas da frente e na retaguarda do veículo.

O dispositivo luminoso de identificação de táxi, a ser colocado na parte frontal do tejadilho de cada veículo, inclui quatro elementos que indicam respetivamente a palavra "táxi", a designação do concelho onde o táxi está registado, a identificação da tarifa praticada e uma luz lateral de cor verde. A luz lateral verde e o elemento indicador "táxi" devem estar acessos quando o táxi está livre e apagados caso contrário. O elemento que identifica a tarifa serve também para emitir uma mensagem visual de SOS em caso de ameaça à segurança do taxista.
Os táxis podem ter afixada publicidade nas portas laterais e nos guarda-lamas traseiros. Igualmente, na parte superior do para-brisas e no vidro traseiro, os táxis podem dispor de dísticos autocolantes que identifiquem a entidade proprietária ou exploradora dos mesmos, assim como a central de rádio táxi incluindo mensagens publicitárias.
Um táxi só pode prestar um serviço ou frete a partir do concelho onde está licenciado, assim como o respetivo estacionamento na praça de táxis.

### Táxis na Madeira
Os táxis que prestam serviço na Região Autónoma da Madeira obedecem genericamente às mesmas características em vigor no resto do país, mas têm a particularidade de disporem da caixa pintada de amarelo com uma faixa lateral azul claro. Estas cores foram adoptadas, por disposição do Governo Regional no início da década de 1980 e reproduzem as cores principais da bandeira regional.
Os táxis madeirenses são representados pela Associação dos Industriais de Táxi da Região Autónoma da Madeira (AITRAM).

### Táxis nos Açores
Os táxis que prestam serviço na Região Autónoma dos Açores diferem ligeiramente das características em vigor no resto do país, como a particularidade de disporem da caixa pintada de branco-marfim ou bege-marfim com duas faixas laterais de azul escuro, da inexistência de taxímetro e de dispositivo luminoso identificativo. Estas cores foram adoptadas, por disposição do Governo Regional no ano de 1994, para à semelhança da Madeira reproduzirem as cores principais da bandeira regional.
Os táxis açorianos são representados por associações cuja jurisdição coincide com cada ilha do arquipélago.

## História

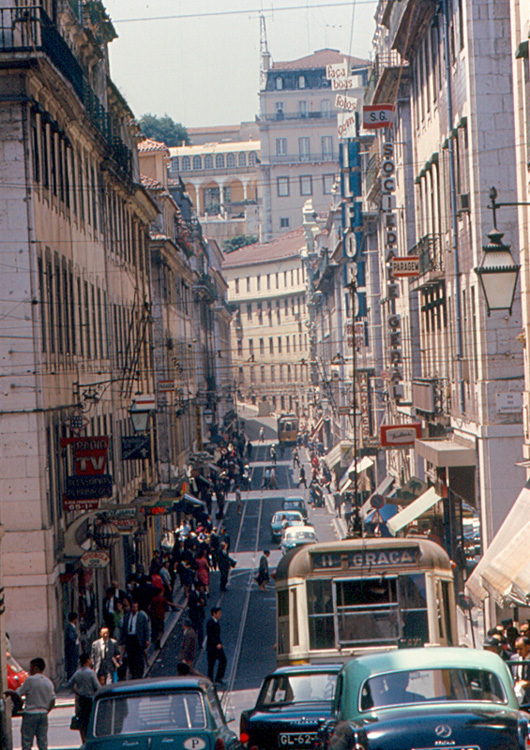
Táxis circulam na Rua da Conceição, Lisboa, em Janeiro de 1968.

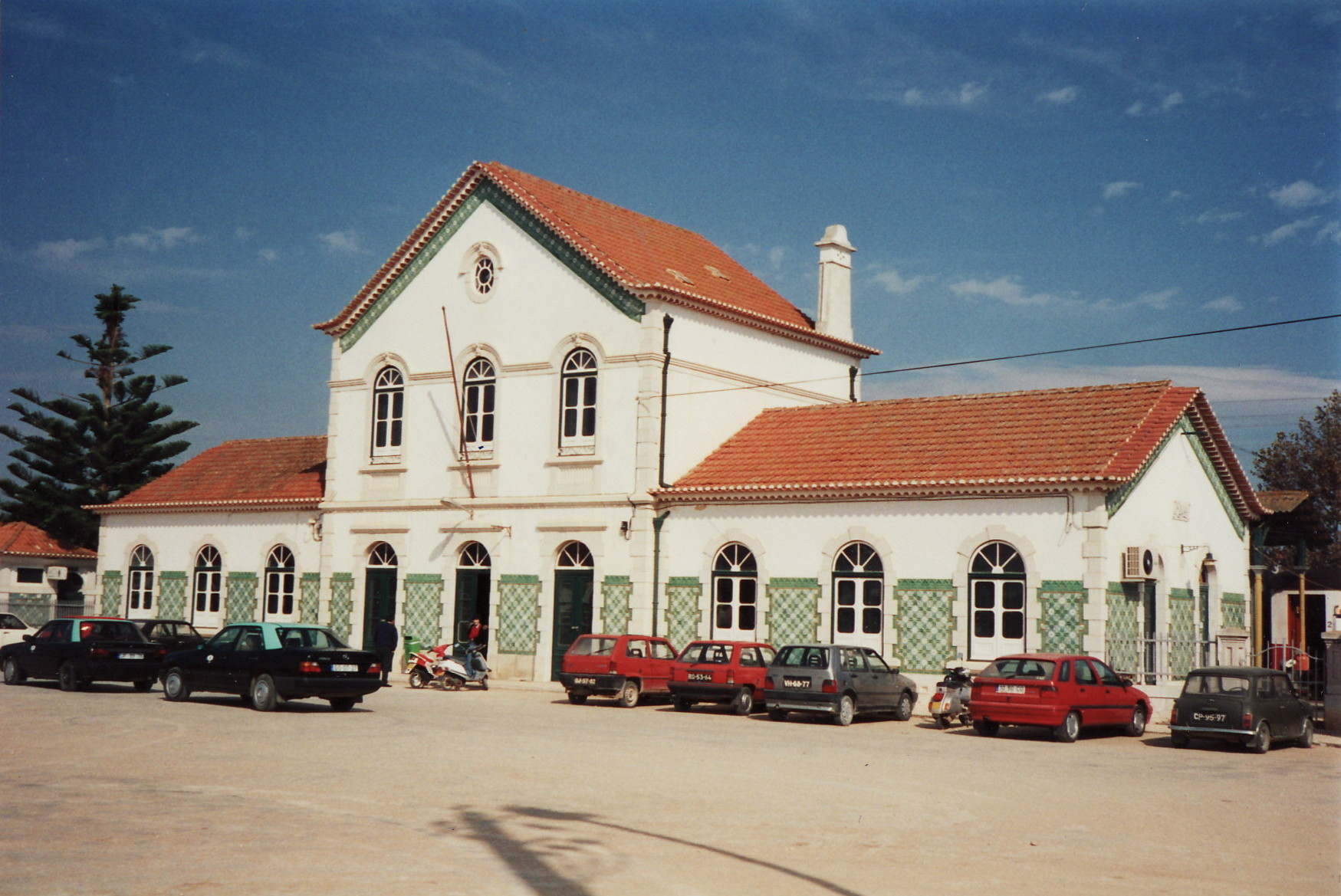
Táxis de serviço na Praça da Estação de Lagos, em 1993.

### Antecedentes
A história dos veículos de aluguer em Portugal não é cronologicamente muito diferente da dos outros países. Há registos do surgimento de veículos hipomóveis de aluguer durante o século XVII nas principais cidades europeias, e Lisboa não foi exceção. Na Lisboa setecentista, a sege era o carro de aluguer por excelência, podendo tomar-se quer nas praças, como nos “depósitos” de carruagens dispersos pela cidade, sendo os preços de locação fixados pela câmara municipal. A sege atravessou todo o século XVIII e XIX; mais simples depois das Invasões Francesas, sofre a influência inglesa e acaba por ceder o seu lugar aos vários meios que foram surgindo como a tipóia. Esses carros estacionavam normalmente em locais designados para o efeito nas praças das cidades, sendo por isso chamados "carros de praça". Uma vez que não existia ainda o taxímetro, o preço do serviço era acordado entre o condutor e o cliente antes de efetuado o serviço.

### Táxi automóvel
No início do século XX, em 1907, com a introdução do automóvel em Portugal, o serviço de praça passou a ser efetuado por automóveis com motor a explosão, que rapidamente se implantaram. Já em julho de 1906, fez-se eco de que terá havido a solicitação de duas licenças para automóveis de praça, o que terá provocado um movimento corporativo por parte dos proprietários de tipóias de aluguer, que até aí monopolizavam esse tipo de transporte. Apesar de pequenos e com quatro lugares apertados, batiam em velocidade as velhas tipóias puxadas a cavalo e acabaram por se impor, substituindo por completo os veículos de tração animal. Eram apenas quatro, ao serviço da Empresa Geral de Transportes e estacionaram pela primeira vez na Praça do Rossio, em Lisboa.
Por volta do ano de 1910, foi introduzido o taxímetro, que permitia calcular com rigor o preço do serviço, acabando com a necessidade de ajuste prévio. A partir desta altura os carros de praça passam a ser referidos pela forma sincopada de táxi.

### Primeira Guerra Mundial
Após o início da Primeira Guerra Mundial, verificou-se uma forte falta de gasolina e os automóveis viram-se obrigados a recolher, dando novamente lugar às antigas tipóias. Embora a guerra terminasse em 1918, dificilmente se restabeleceu o fornecimento de combustíveis, que viriam nos navios-tanques que a pouco a pouco se iam construindo, depois da recuperação das perdas causadas pelos submarinos alemães.

### Cooperativa Lisbonense de Chauffeurs -Táxis Palhinhas
A Cooperativa Lisbonense de Chauffeurs - S.C.R.L foi criada em 22 de abril de 1925, com sede e garagem na Rua Almirante Barroso, em Lisboa, tendo os seus estatutos sido publicados no "Diário do Governo" de 5 de maio de 1925. Esta cooperativa foi criada por 50 chauffeurs e sócios da "Associação de Classe dos Chauffeurs do Sul de Portugal", tendo como principais dinamizadores, António Casimiro Manso, Albano Pinheiro, José Rodrigues Ferreira, Aníbal Costa e António Loureiro, que ficariam a fazer parte da primeira direção. Os primeiros 11 táxis eram da marca Citroen Type B2 Taxi, 1.452 cm3, 20cv, e caixa de 3 velocidades, velocidade máxima de 70 km/h e custo de 25.700 francos - que ficariam apelidados de "Táxis Palhinhas" já que a cabine dos passageiros era revestida exteriormente por palha trançada.
Em 30 de abril de 1925 foi introduzido o uso de taxímetro pela Cooperativa Lisbonense de Chauffeurs de modo a facilitar, e sobretudo embaratecer o serviço de táxi.

### Oposição à Ditadura
Em 1928, os «chauffeurs» de praça lisboetas reuniram-se em protesto na Praça do Município, contra as determinações da polícia sobre trânsito e estacionamento dos veículos táxi da praça da cidade. Como não foram atendidos nas suas reclamações, iniciaram uma greve, a qual foi energicamente reprimida pela autoridade.

### Augusto Macedo
Nascido em 1904 numa aldeia beirã, o famoso industrial Augusto Macedo, adquire um Oldsmobile Cabriolet, modelo XT 303 para o serviço de transporte em táxi em 1928, fabricado pela General Motors, carro que nunca mais abandonou e a que dedicou toda a sua vida. O motor e a grande maioria das peças continuavam a ser as de origem, com excepção dos pneus, que foram trocados pelos de um Chandler ainda mais antigo, de 1923. O carro de matrícula AB-61-86 apresentava um motor de 6 cilindros, com 2745 cm3 de cilindrada e 11 cavalos de potência. Augusto Macedo percorreu ao volante do seu táxi mais de 2 milhões de quilómetros, durante cerca de setenta anos, pelas ruas de Lisboa e nas Linhas de Cascais e de Sintra.
Fez praça na Praça do Comércio (nos anos 40 e 50 do século XX), na Avenida Infante Santo (na década de 60), e no Rossio, junto à estátua nas últimas décadas.
Entre os seus cliente contaram-se os escritores Fernando Pessoa e Virgílio Ferreira. Um declamava-lhe os seus poemas e o segundo, referindo-se à provecta idade tanto do táxi como do seu motorista, comentaria a brincar com as letras da matrícula do carro: Não sei quem será mais velho. O AB da chapa deve indicar Antes de Babilónia.... O táxi tornou-se uma personagem histórica da cidade, o que levou Macedo a ser convidado para vedeta do filme Taxi Lisboa, do realizador alemão Wolf Gaudlitz. O velho táxi sobreviveu sem um único acidente até ao falecimento do seu motorista em 1997. Nesse ano, em que caducava a sua carta de condução, Augusto Macedo era o mais antigo taxista do mundo ainda no activo. A Câmara deu o seu nome a uma rua em Carnide.

### Criação do contingente
Em 1936, o Decreto-Lei nº 26711 providenciava no sentido de ser limitado o número de automóveis ligeiros de aluguer para o transporte de passageiros, a fim de se atenuar a grave crise que esta indústria atravessava, especialmente em Lisboa.

### Segunda Guerra Mundial
Após o início da Segunda Guerra Mundial, em 1939, verificou-se um forte aumento nos preços do combustível, chegando a existir táxis a circular na capital, do modelo 'Peugeot 402', com equipamento próprio para produzir gás de síntese a partir de madeira ou carvão, capaz de alimentar motores de combustão interna.

### Revolução dos Cravos
Na última madrugada do Estado Novo, pelas 00h20, do dia 25 de abril de 1974, são relatadas várias "corridas", de quem saiu da ópera no Teatro Nacional de São Carlos, e seguiu de táxi pela cidade estranhando ouvir ‘Grândola, Vila Morena’, a canção proibida de José Afonso, no programa ‘Limite’ da Rádio Renascença. Marcava o início das operações militares que iriam derrubar os 48 anos de ditadura e alterar a história do país
Após o derrube da ditadura, e a posterior Descolonização em 1975, centenas de taxistas provenientes das províncias ultramarinas manifestaram-se, junto à Assembleia da República, reclamando a conceção de licenças para operar em Lisboa. Em março de 1976, os motoristas de táxi da capital respondem paralisando o trânsito junto a São Bento, descontentes com os privilégios dados a quem regressava do Ultramar, numa greve que durou 55 dias.
Em 1975, a Cooperativa Lisbonense de Chauffeurs, assim como as empresas de táxi com mais de 60 viaturas foram nacionalizadas e integradas na Rodoviária Nacional.
No período entre 1974 e 2012, terão falecido duas dezenas de taxistas, vítimas de assaltos à mão armada.

### Identificação

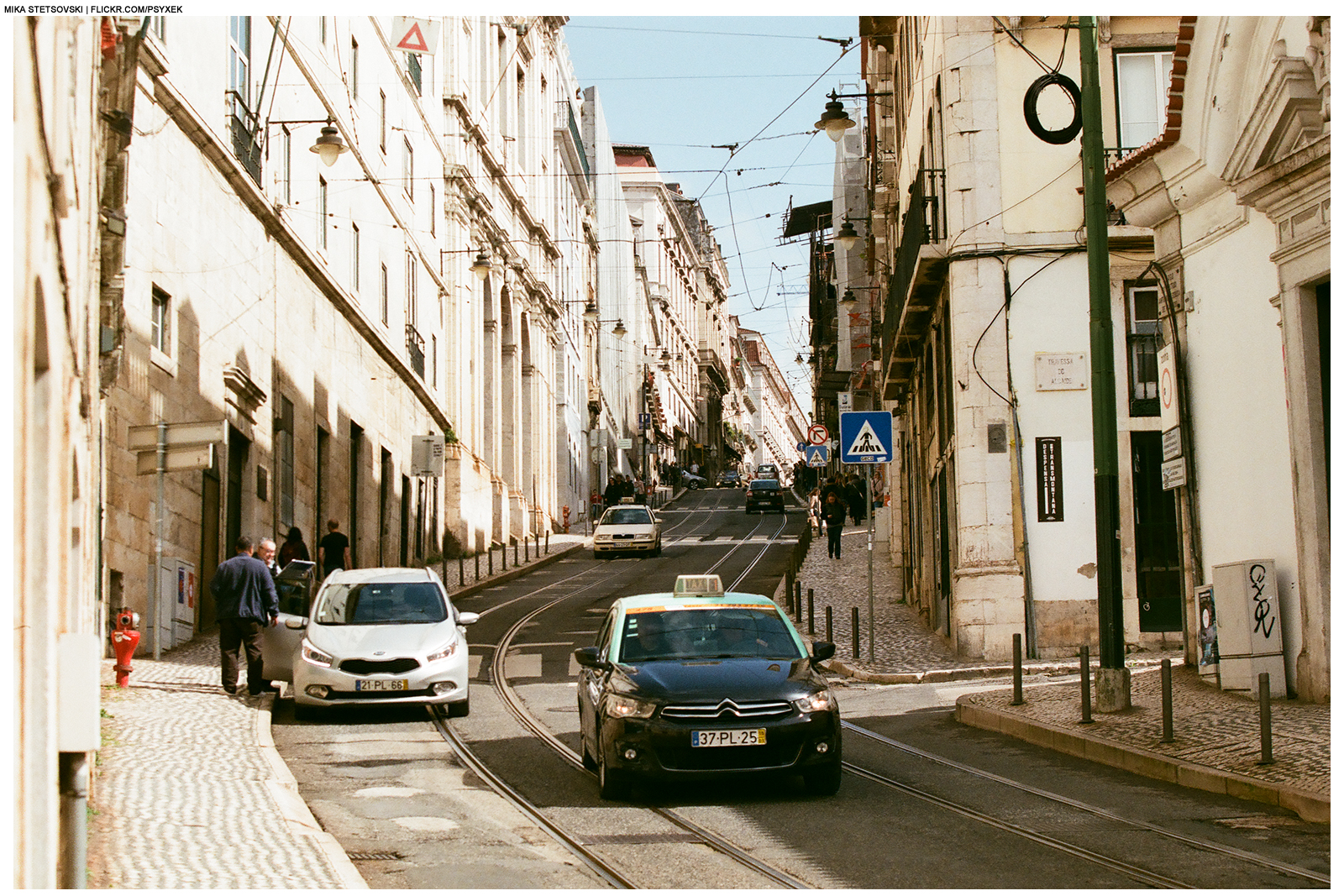
Citroën Elysée, veículo táxi, desce a Calçada do Combro em tarifa urbana, em Lisboa.

Até 1942, os táxis não se distinguiam exteriormente dos restantes automóveis. Através da portaria n.º 10 273 de 3 de dezembro de 1942, ficou 
estabelecido que os táxis e os restantes automóveis de aluguer passariam a ostentar um distintivo identificativo exterior, que seria pintado nas portas laterais dianteiras. Este distintivo consistia num hexágono alongado de fundo branco com as letras na cor da pintura do carro. No caso dos táxis, o distintivo dispunha da inscrição "taxi" e no caso dos restantes automóveis de aluguer dispunha da inscrição "A". Este distintivo hexagonal tornou-se no símbolo mais característicos dos táxis portugueses.
Em 1961, data a primeira portaria acerca da pintura dos carros de praça portugueses, que estabelece o preto (parte de baixo) e verde-mar (parte de cima) explicando a escolha por ser de "fácil e rápida identificação".
Em 1993, associações representativas de táxis defenderam a mudança da cor das viaturas, para bege-marfim ou creme, por entenderem que a aquisição dos veículos passaria a ser menos dispendiosa, dado que essa era a cor utilizada na Alemanha, país de onde eram provenientes a maior parte dos veículos dos taxistas portugueses. Seis anos depois, da imposição legal da mudança de cor, em 1999, a lei foi revogada permitindo-se os dois formatos, voltando a esmagadora maioria à combinação de cores tradicional.
Em 2018 é realizada uma alteração à portaria de 1999, com vista à modernização do setor do táxi, estabelecendo uma idade limite para os veículos afetos ao transporte de aluguer, assim como o regresso obrigatório da uniformização da caracterização dos táxis, que voltam a ser verdes e pretos o que "tornará mais coerente e facilmente identificável pelos passageiros utilizadores deste tipo de transporte público de passageiros", segundo o Governo. A lei aplica-se às novas licenças, mas a frota terá que adaptar-se totalmente até 2024.
Para destacar os táxis do resto dos carros em circulação nas ruas portuguesas, estes possuíam também um pequeno letreiro luminoso com a palavra "TÁXI" com duas luzes verdes de cada lado. Dependendo da maneira como as luzes estavam acesas, sabia-se que tarifa estava em vigor àquela hora do dia ou da noite. Actualmente os letreiros foram alterados. São maiores e têm apenas uma luz verde; existe ainda um pequeno visor digital que indica o tipo de tarifa.

### Frota
A frota de táxis portuguesa, foi durante longos anos assegurada pelos modelos Mercedes 180 e 190 D. Esses táxis tem vindo a ser, gradualmente substituídos por veículos mais modernos indo de encontro à expectativa do mercado atual.
Desde 2015, que no centro da cidade de Lisboa, as zonas de emissões reduzidas tem restringido a circulação de veículos, com um período de exceção para os táxis, para renovarem a frota. Em 2017, a idade máxima era de 17 anos. Em 2018, a Portaria 294/2018 estabelece uma idade máxima de 10 anos para automóveis de praça, tendo o setor um período de transição até 2024.

### Atualmente
Os táxis têm uma aparência semelhante em praticamente todo o país, estando o nome da localidade de onde é proveniente o táxi escrito por baixo do dístico "TAXI" situado junto das portas da frente e no porta-bagagens. Só nas regiões autónomas os táxis são diferentes.
As praças de táxis localizam-se junto aos aeroportos ou aeródromos, a estações e apeadeiros, terminais de camionagem, estabelecimentos de diversão, hotéis e pensões, hospitais, zonas residenciais, câmaras municipais ou juntas de freguesia, repartições de Estado ou municipais, nos pontos turísticos, nas principais avenidas e no centro das povoações junto à igreja ou café.

## Caracterização

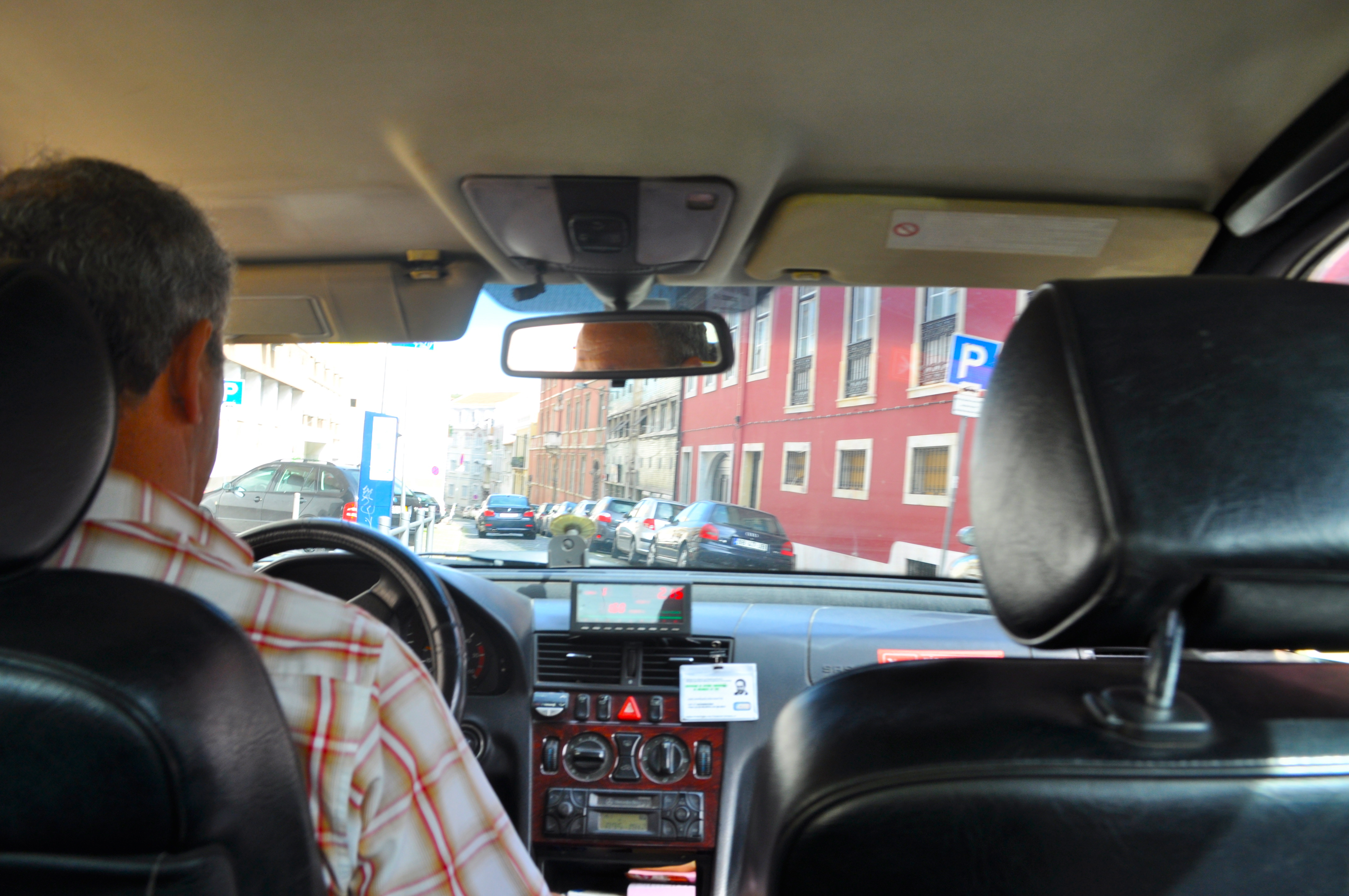
Interior de um táxi, em Lisboa.

Há 13.776 táxis a circular diariamente nas estradas portuguesas, 4.500 dos quais concentrados na Área Metropolitana de Lisboa e 1.700 na Área Metropolitana do Porto. Na cidade de Lisboa existem 3.500 táxis e na do Porto 716, seguindo-se Funchal (454), Cascais (194), Ponta Delgada (147) e Coimbra (117). Na região sul do país circulam 2.800 veículos, dos quais 480 estão no Algarve. No sentido oposto, os concelhos com menor número de veículos de transporte de passageiros são Vidigueira, Corvo e Constância (com três táxis cada um), Mourão e Alvito (com dois) e Barrancos (um táxi).
Há, em média, um táxi para cada mil residentes em Portugal, sendo que existem em metade dos municípios um total de 1081 licenças por atribuir, o que corresponde a 7% dos lugares previstos no contingente. Entre 2007 e 2017 o setor cresceu menos de 1% devido à fraca concessão de novas licenças e alvarás.
Os industriais de táxi portugueses são representados pela Associação Nacional dos Transportadores Rodoviários em Automóveis Ligeiros (ANTRAL) e pela Federação Portuguesa do Táxi (FPT). Os veículos licenciados em zona urbana estão habitualmente associados a uma cooperativa, dispondo de uma estação radiofónica e eletrónica de distribuição dos pedidos de serviço. De uma forma geral, fora da malha urbana, a recepção do serviço de transporte é por vezes ainda através de um telefone fixo na praça de táxis, operado pelos próprios motoristas ou por telemóvel.
A maioria das empresas de transporte de passageiros em automóveis ligeiros operam de forma permanente, 24 horas por dia, prestando um serviço nacional e estrangeiro.

## Tipologia das Tarifas e Princípios de Aplicação
Os preços a pagar pelos serviços de transporte em táxi são determinados consoante o tipo de tarifa, da seguinte forma:

### Tarifa Urbana - Identificada pelo algarismo 1
- Diurna - em função de um valor inicial (bandeirada), de frações de distância percorrida e de tempos de espera, aplicada nos dias úteis entre as 6 e as 21 horas;
- Noturna - em função de um valor inicial (bandeirada), de frações de distância percorrida e de tempos de espera, aplicada nos dias úteis entre as 21 horas de um dia e as 6 horas do dia seguinte e aos sábados domingos e feriados nacionais.

### Tarifa ao Quilómetro com Retorno Livre - Identificada pelo algarismo 3
- Diurna - em função de um valor inicial (bandeirada), de frações de distâncias percorrida incluindo o retorno em vazio e de tempos de espera, aplicada onde não esteja autorizada a tarifa urbana, nos dias úteis entre as 6 e as 21 horas;
- Noturna - em função de um valor inicial (bandeirada), de frações de distância percorrida incluindo o retorno em vazio e de tempos de espera, aplicada onde não esteja autorizada a tarifa urbana, nos dias úteis entre as 21 horas de um dia e as 6 horas do dia seguinte e aos sábados domingos e feriados nacionais.

### Tarifa ao Quilómetro com Retorno Ocupado - Identificada pelo algarismo 5
- Diurna - em função de um valor inicial (bandeirada), de frações de distância percorrida e de tempos de espera, quando o cliente regresse à localidade de início do serviço, aplicada onde não esteja autorizada a tarifa urbana, nos dias úteis entre as 6 e as 21 horas;
- Noturna - em função de um valor inicial (bandeirada), de fracções de distância percorrida e de tempos de espera, quando o cliente regresse à localidade de início do serviço, aplicada onde não esteja autorizada a tarifa urbana, nos dias úteis entre as 21 horas de um dia e as 6 horas do dia seguinte e aos sábados, domingos e feriados nacionais.

### Tarifa do Serviço à Hora - Identificada pelo algarismo 6
Tarifa em função da duração do serviço, que só pode ser adotada com o acordo do cliente, podendo aplicar-se, nomeadamente, em serviços por ocasião de casamentos, batizados, funerais e outros eventos sociais e culturais.

### Tarifa a Contrato - Identificada com a letra C
Tarifa em função de acordo, reduzido a escrito, estabelecido por prazo não inferior a trinta dias, onde constem obrigatoriamente o respectivo prazo, a identificação das partes e o preço acordado.

### Tarifa a Percurso - Identificada com a letra P
Tarifa em função dos preços estabelecidos para determinados itinerários, em adenda à convenção de preços.

### Suplementos
- Chamada;
- Bagagem;
- Animais Domésticos.

### Portagens
Ida e retorno a cargo do cliente.

### Convenção de Preços
A atual convenção de preços entrou em vigor no primeiro dia de 2013 após a programação, verificação metrológica e respetiva selagem dos taxímetros. Foi realizada entre a Direcção-Geral das Atividades Económicas em representação da Administração Central, e a ANTRAL – Associação Nacional dos
Transportadores Rodoviários em Automóveis e a Federação Portuguesa do Táxi – F.P.T, ouvido o IMT - Instituto da Mobilidade e dos Transportes.

## Serviços de substituição

### Transportes ferroviários
O uso mais prolongado tem sido na Linha do Vouga onde, em 2013, os serviços ferroviários foram suspensos no troço entre Oliveira de Azeméis e Sernada do Vouga, por motivos de segurança, circulando desde então apenas composições com fins técnicos (inspeção, manutenção, etc.): O transporte de passageiros neste trajeto é efetuado por táxis ao serviço da C.P., que frequentam locais próximos de cada estação e apeadeiro para tomadas e largadas em duas circulações diárias em cada sentido.

## Plataformas eletrónicas
Existem no mercado várias aplicações para o smartphone que permitem a qualquer pessoa com uma ligação à rede móvel e GPS chamar um táxi em Portugal.
- IzzyMove - Aplicação Nacional - 100 localidades em Portugal
- 99Taxis - Lisboa, Porto e Algarve.
- Táxi Click - Lisboa, Loures, Faro, Odivelas, Portimão, Sacavém, Seixal e Setúbal
- Táxi Link - Porto, Odivelas, Loures, Póvoa de Varzim e Braga, Coimbra e Vila Nova de Gaia

Até abril de 2023, também operou em Portugal a plataforma deste tipo, a Free Now, que trabalhava tanto com táxis como com TVDE e que mantinha operações em Lisboa, no Porto e no Algarve.

## Organização por cooperativa de central rádio-táxi
Os veículos das zonas urbanas encontram-se frequentemente organizados em cooperativas de despacho de serviço:

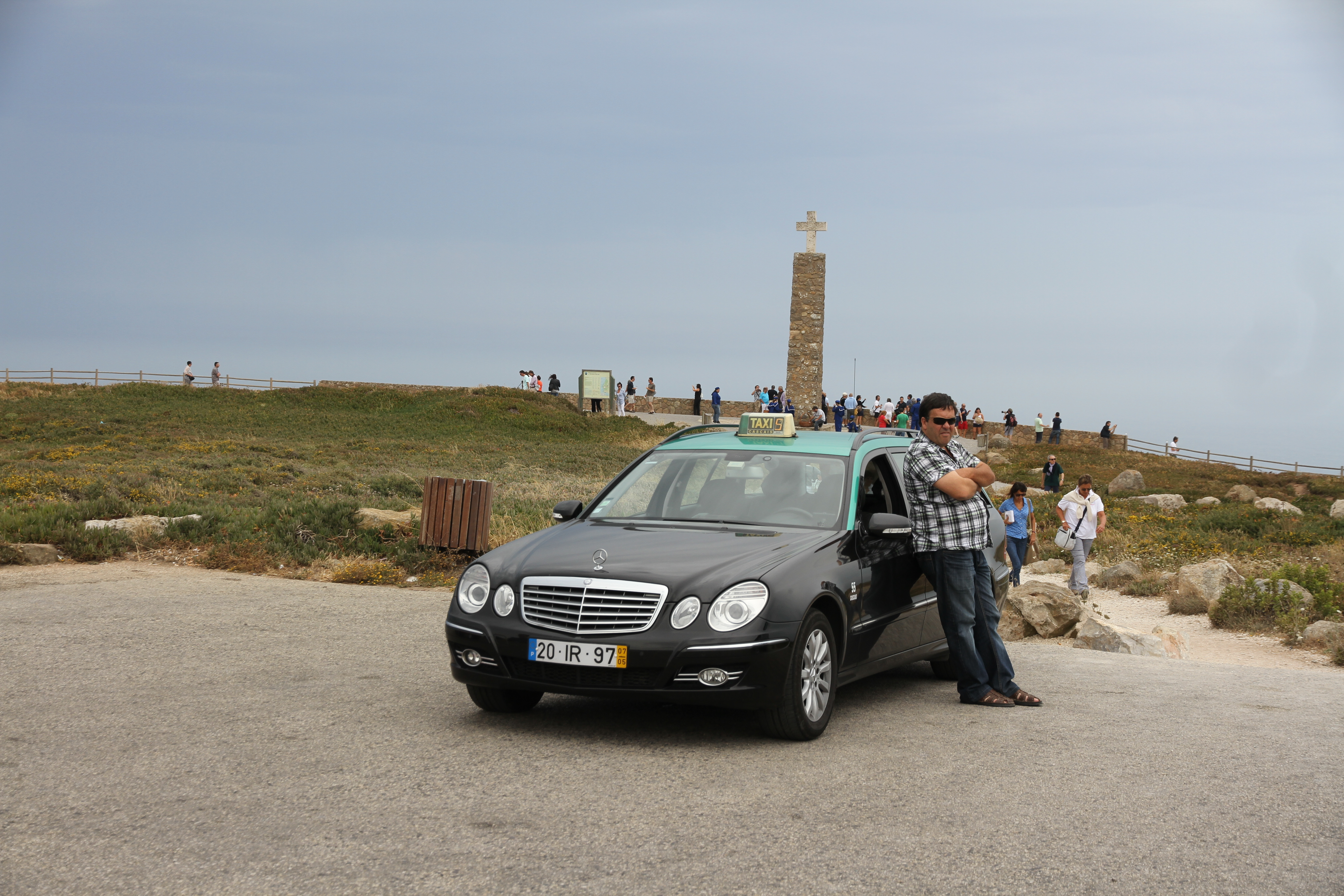
Serviço ao Quilómetro com Retorno Ocupado de um táxi licenciado em Cascais, no Cabo da Roca, concelho de Sintra.

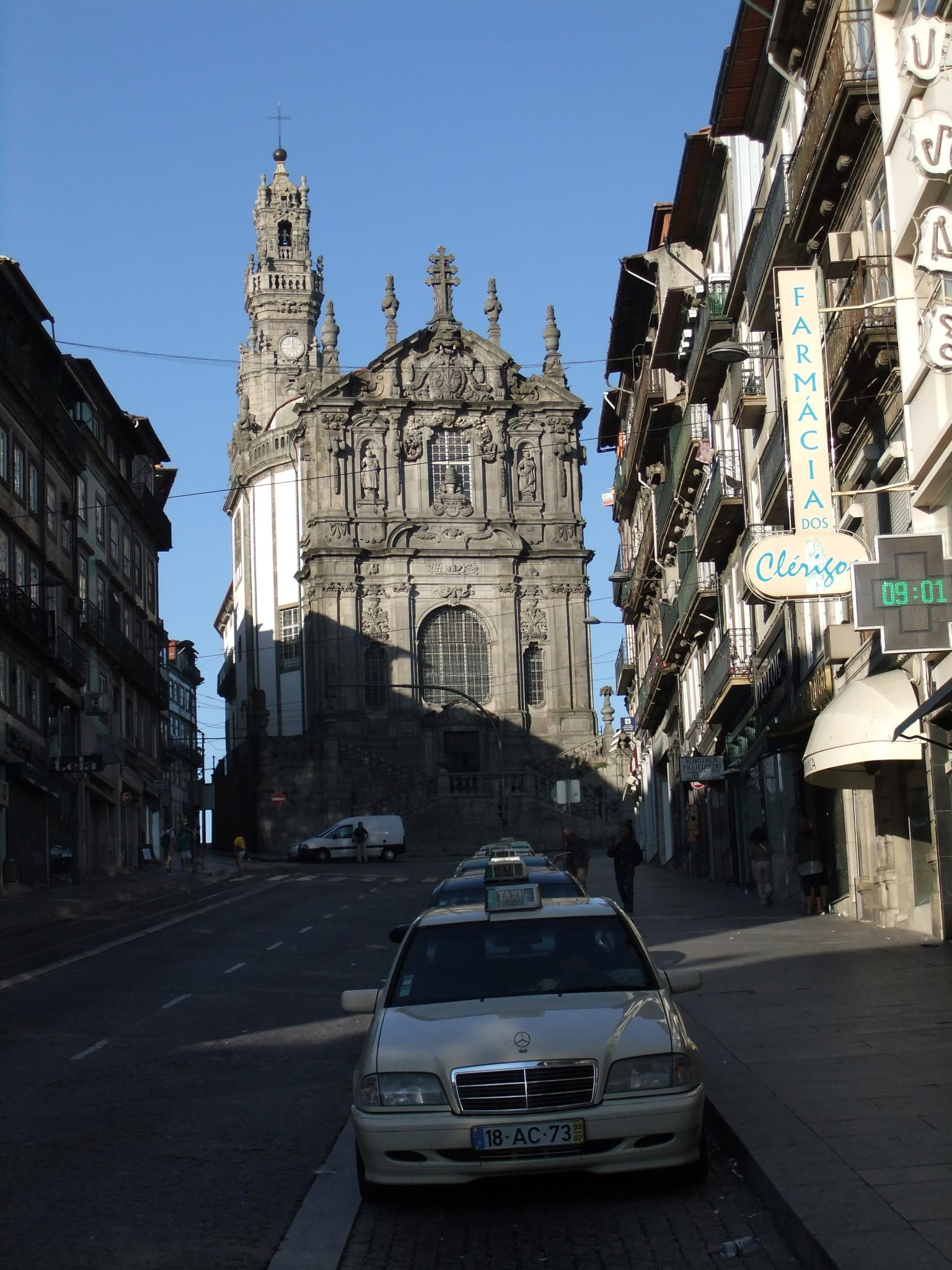
Veículos estacionados em postura, na Praça dos Clérigos, no Porto.

- Lisboa - IzzyMove, CNTD - Central Nacional, Listáxis, Taxiking Phone, Cooptáxis/Autocoope, Retális, Teletáxis, Táxis do Restelo, Táxis do Lumiar;
- Porto - Raditáxis, Táxis Invicta, Transconor;
- Albufeira - Albucoop Cooperativa de Rádio Táxis de Albufeira;
- Vila Nova de Gaia - Táxis Coope;
- Figueira da Foz - Rádio Táxis Foz do Mondego;
- Vila Real - Rádio Táxis Expresso;
- Coimbra - Politáxis;
- Braga - Táxis Centrais de Braga-24Horas; Andique
- Valença do Minho - Táxis Rápidos de Valença;
- Águeda - Central de Táxis de Águeda;
- Portimão, Lagoa, Silves, Lagos, Silves, Vila do Bispo - TaxiArade;
- Santarém - Scaltáxis;
- Amadora - Taxifone, Redistáxis;
- Funchal - Rádio Táxis da Madeira;
- Cascais - Rádio Táxis da Costa do Sol;
- Oeiras - Rádio Táxis do Alto da Barra, Multitáxis;
- Almada - Ratalma;
- Faro - Rotáxis;
- Ponte de Lima - Limiana;
- Algés - Táxis do Restelo;
- Matosinhos - Matocooper;
- Santarém - Scaltáxis;
- Maia - Táximaia;
- Barcelos - Central Táxis Vai Bem;
- Sintra - Taxintra;
- São João da Madeira - Rádio Táxis de São João da Madeira;
- Santa Maria da Feira - Central de Táxis da Feira;
- Seixal - Expresso Táxis;
- Valongo - Valtáxis;
- Ermesinde - Ases de Ermesinde;
- Póvoa de Varzim e Vila do Conde - Ribamar;
- Póvoa de Varzim - Táxis Póvoa;
- Gondomar - Táxigon;
- Vila Nova de Famalicão - Taxitel;
- Guimarães - ATUG, Central de Táxis de Guimarães;
- Loures - Cooperativa de Táxis de Loures;
- Loures e Odivelas - Odilour;
- Mafra - Mafritáxi;
- Barreiro - Rápidos do Barreiro;
- Loulé - Rádio Táxis de Loulé;
- Moita - Os Alfas;
- Vila Franca de Xira - Xira Táxis;
- Sacavém - RTS - Rádio Táxis de Sacavém;
- Aveiro - Central de Rádio Táxi de Aveiro;
- Leiria - Rádio-Táxis Ideal;
- Ponta Delgada - Associação de Táxis de Ponta Delgada;
- Setúbal - Central Rádio Táxis do Sul;
- Évora - Associação de Rádio Táxis de Évora